# Parkinsonie
Parkinsonie (Parkinsonia) je rod rostlin z čeledi bobovité. Jsou to stromy a keře s nápadně redukovanými drobnými listy, jejichž asimilační funkci částečně přebírají zelené dlouze jehlicovitá vřetena zpeřených listů. Parkinsonie se vyskytují v počtu 7 druhů v tropické Americe a Africe. V tropech celého světa je jako zajímavý okrasný strom pěstována americká parkinsonie pichlavá.

## Popis
Parkinsonie jsou keře nebo nevelké trnité stromy. Dospělé listy jsou dvakrát zpeřené, s nápadně drobnými lístky. Hlavní osa listu je silně zploštělá, krátká, se 2 až 4 dlouhými zploštělými postranními osami s mnoha drobnými střídavými nebo téměř vstřícnými redukovanými lístky. Květy jsou nápadné, dlouze stopkaté, ve volných úžlabních hroznech, žluté, uvnitř s terčovitým receptákulem. Kalich má krátkou kališní trubku a 5 laloků. Koruna je složena z 5 podobných korunních lístků, horní lístek je o něco širší než ostatní a dlouze nehetnatý. Tyčinek je 10 a jsou volné, s nitkami na bázi vlnatými. Semeník je krátce stopkatý, s mnoha vajíčky a nitkovitou čnělkou zakončenou vrcholovou bliznou. Lusky jsou čárkovité až jehlicovité, nepukavé, s nepravidelně tlustými kožovitými chlopněmi. Semena jsou podlouhlá.

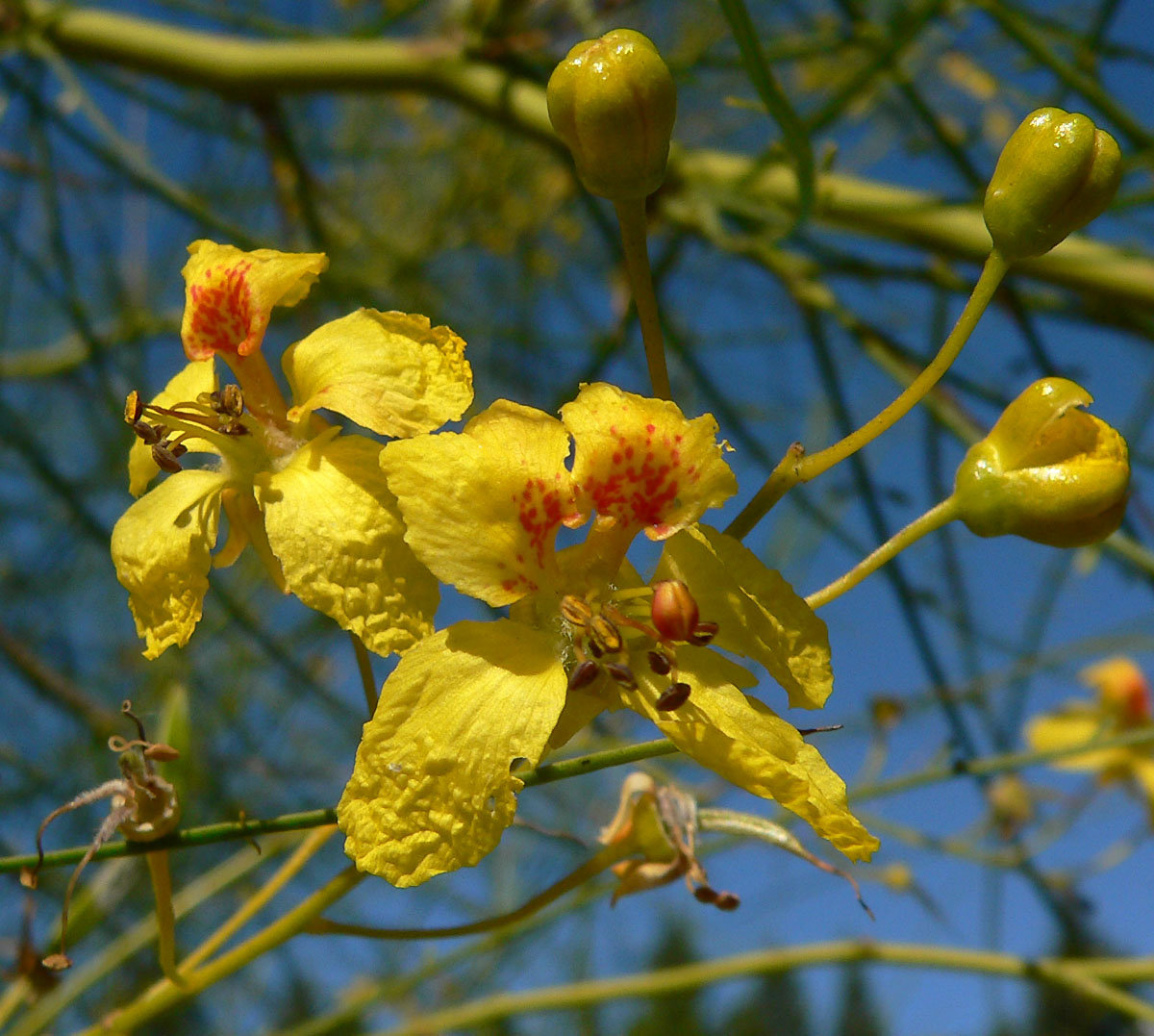
Květ parkinsonie pichlavé
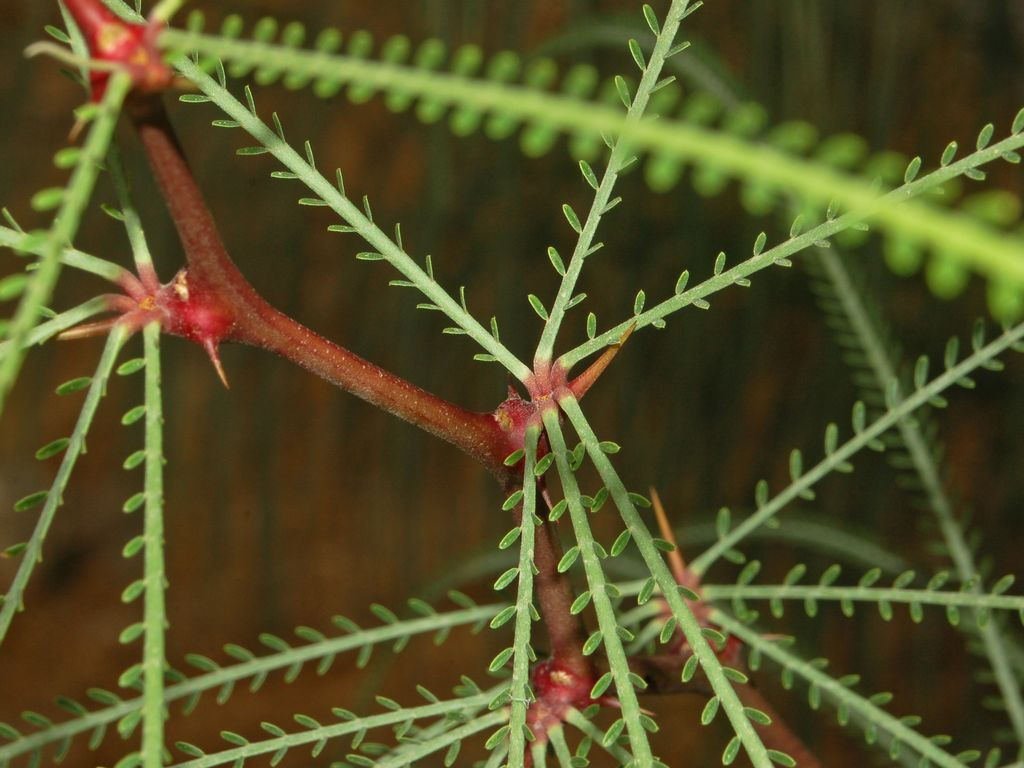
Detail listů parkinsonie pichlavé
Plod parkinsonie pichlavé

## Rozšíření
Rod parkinsonie zahrnuje 7 druhů. Je rozšířen v tropické Americe od jižních oblastí USA po Argentinu a v subsaharské Africe. Parkinsonie pichlavá pochází z tropické Ameriky, je však běžně pěstována v tropech celého světa a místy zdomácněla.

## Ekologie
Parkinsonie jsou přizpůsobeny růstu v suchých oblastech. V obdobích sucha shazují drobné lístky a zůstávají pouze zelené jehlicovité osy listů, (fylokladia), ve kterých dále probíhá fotosyntéza. V Austrálii náležejí parkinsonie mezi invazivní dřeviny.

## Taxonomie
Blízce příbuzným rodem je Cercidium a v minulosti docházelo k přesunům druhů mezi oběma rody.

## Zástupci
- parkinsonie pichlavá (Parkinsonia aculeata)

## Význam
Parkinsonie pichlavá (Parkinsonia aculeata) je v tropických zemích běžně pěstovaný strom neobvyklého vzhledu a velmi odolný proti suchu. Při dobré drenáži může být pěstován i ve vlhčích oblastech tropů. Snáší i subtropické klima a je vysazován ve Středomoří.
V České republice je tato parkinsonie dosti často k vidění v botanických zahradách, např. v Pražské botanické zahradě v Tróji a v botanické zahradě v Teplicích.
V domorodé medicíně je používána na snižování horečky.